# Famille von Blücher

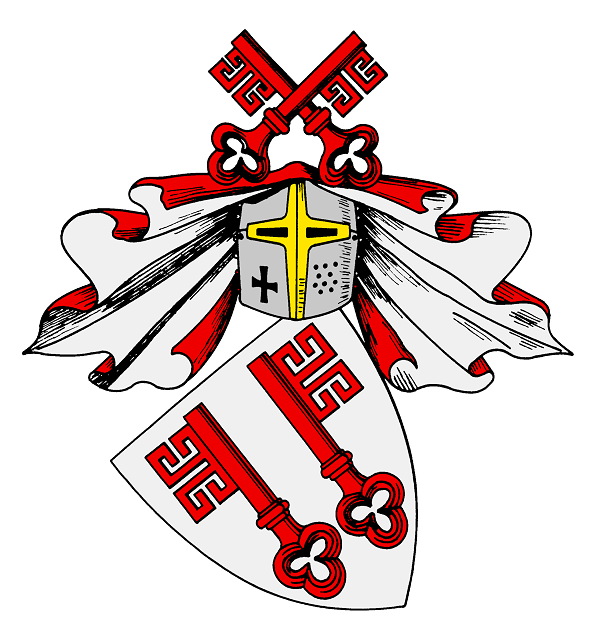
Armoiries de la famille von Blücher.

La famille von Blücher est issue de la noblesse mecklembourgeoise dont le siège éponyme est Blücher près de Boizenburg sur l'Elbe.

## Histoire
La famille apparaît pour la première fois dans un document en 1214 avec le ministre du diocèse de Ratzebourg (de), Ulrich de Bluchere, avec lequel commence également la lignée. Les Blücher peuvent être identifiés comme des magnats dans le registre des dîmes de Ratzebourg (de) de 1230 et sont, dans la deuxième moitié du XIIIe siècle, entre autres en possession des domaines de Büttelkow, Lehsen et Tüschow dans le Mecklembourg. Wietow appartient également à l'ancienne propriété familiale. Un Ulrich von Blücher (de) est nommé évêque de Ratzebourg en 1256, Hermann von Blücher en 1291 et Wipert von Blücher en 1356 sont nommés évêques de Ratzebourg. À partir de 1293, les Blücher deviennent également connus comme propriétaires fonciers en Poméranie (notamment de 1577 à 1731 avec une part de Plathe). Par la suite, des propriétés dans le Brandebourg sont ajoutées. Jusqu'en 1945, les branches de la famille restent basées sur des domaines dans le Mecklembourg et en Bohême, à partir de 1759 sur Fincken, à partir de 1779 sur les trois fermes voisines de Wasdow, Bobbin et Quitzenow, à partir de 1793 sur Teschow et à partir de 1869 sur le manoir de Jürgenstorf. Les fils de la famille étudient pour la plupart dans les écoles supérieures aristocratiques réputées,,,
Dans le livre d'enregistrement du monastère de Dobbertin, il y a 68 inscriptions de filles des familles von Blücher de 1713 à 1915 de Suckow, Schimm, Rensow, Bobbin, Klein Plasten, Klein Görnow, Göhren, Blücher, Sophienhof, Fincken, Quitzenow et Jürgenstorf pour inclusion dans le couvent des femmes. Le domaine de Rosenow a pu être conservé pendant trois générations, du milieu du XIXe siècle jusqu'à la crise économique de 1929/1930, avant d'être vendu.
Une branche de la famille devient comte danois de Blücher-Altona en 1777. La branche Blücher-Finken est élevée au rang de comte prussien en 1815. En 1880, une association familiale est fondée.

## Prince Blücher von Wahlstatt

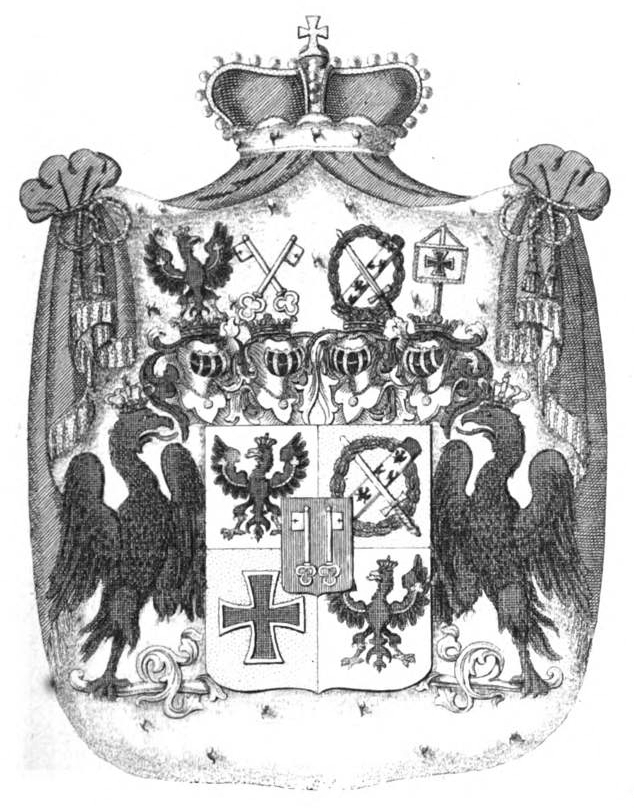
Armoiries princières Blücher von Wahlstatt

La branche la plus célèbre remonte au maréchal prussien Gebhard Leberecht von Blücher, l'un des trois commandants victorieux de la bataille de Waterloo . Elle est issue d'une lignée d'officiers basés à l'origine au manoir de Renzow, que son arrière-grand-père a perdu pendant la guerre de Trente Ans. Gebhard Leberecht entre d'abord dans le service suédois puis prussien et devient lieutenant général en 1801 et maréchal général en 1813.
Après la prise de Paris le 30 mars 1814, le roi de Prusse Frédéric-Guillaume III lui donne les domaines autour de Krieblowitz en Basse-Silésie et l'élève au rang de comte héréditaire le 3 juin 1814, le jour du défilé de la victoire à Berlin. Après la victoire de Waterloo le 18 juin 1815, il reçoit la dignité princière personnelle de prince de Wahlstatt et du palais Blücher (de) de Berlin.

Le petit-fils du maréchal, le comte Gebhard Bernhard Carl von Blücher (de), reçoit le titre de prince avec le titre d'Altesse Sérénissime, héréditaire en primogéniture, par le roi Guillaume Ier de Prusse le 18 octobre 1861, le jour de son couronnement à Königsberg, comme titre de maréchal, tandis que les agnats portent le titre de comte ou de comtesse Blücher von Wahlstatt. Cette lignée fait depuis lors partie de la haute noblesse. L'une des conditions de l'héritage est la propriété indivise de la fidéicommis de Krieblowitz, Wahlstatt (propriété de la famille depuis 1847), de Strachwitz et de son palais Blücher (de) sur la Pariser Platz à Berlin. Le deuxième prince acquit le château de Raduň (de) en Silésie morave par mariage en 1832. Son fils aîné Gebhard Leberecht (de) (1836-1916) le suit comme troisième prince, suivi de son fils aîné Gebhard von Blücher (de) comme 4e prince Blücher von Wahlstatt (1865-1931). L'actuel « chef de maison » est Nikolaus prince Blücher von Wahlstatt (né en 1932)

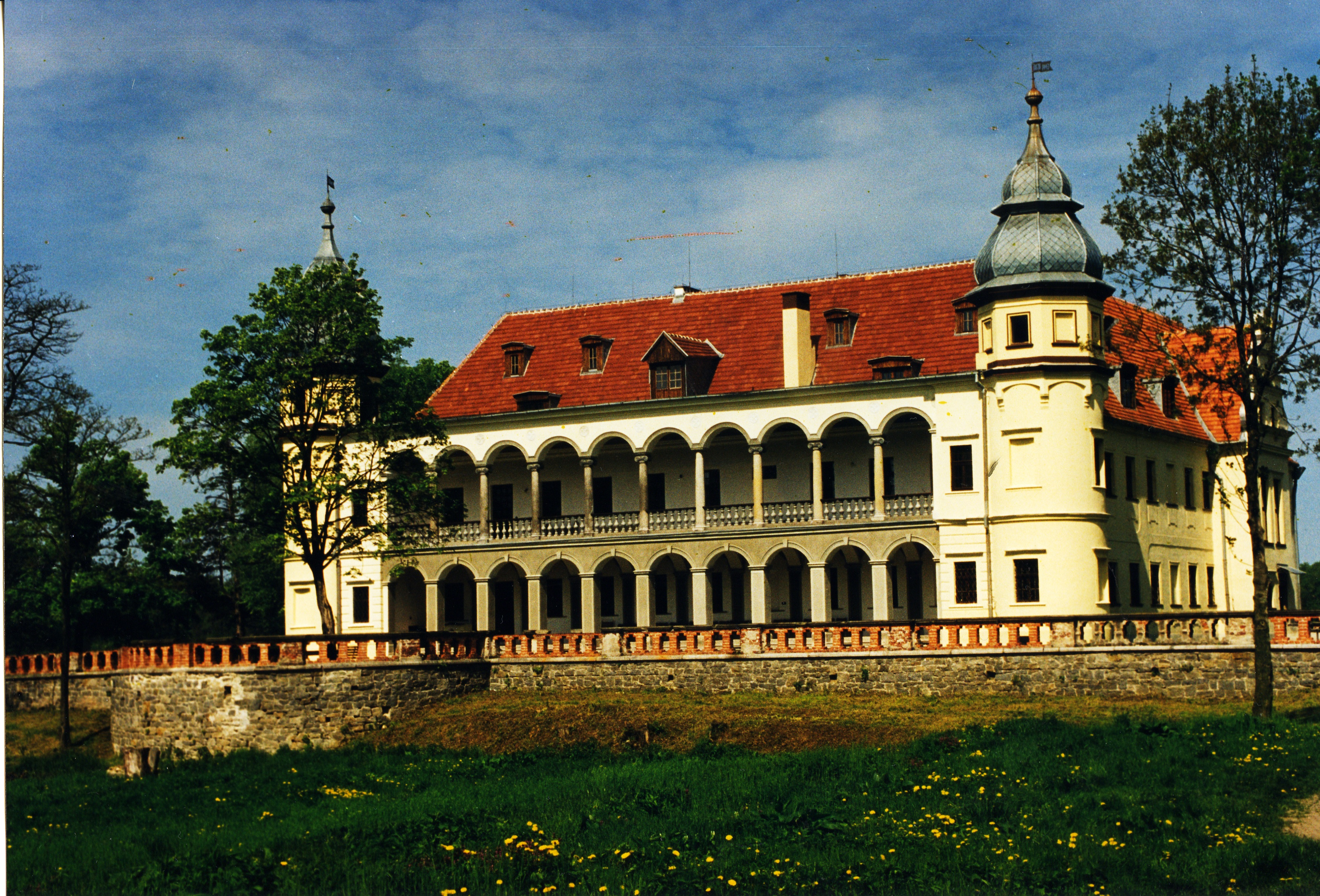
Château de Krieblowitz (de), Basse-Silésie (propriété des princes Blücher de 1814 à 1945)
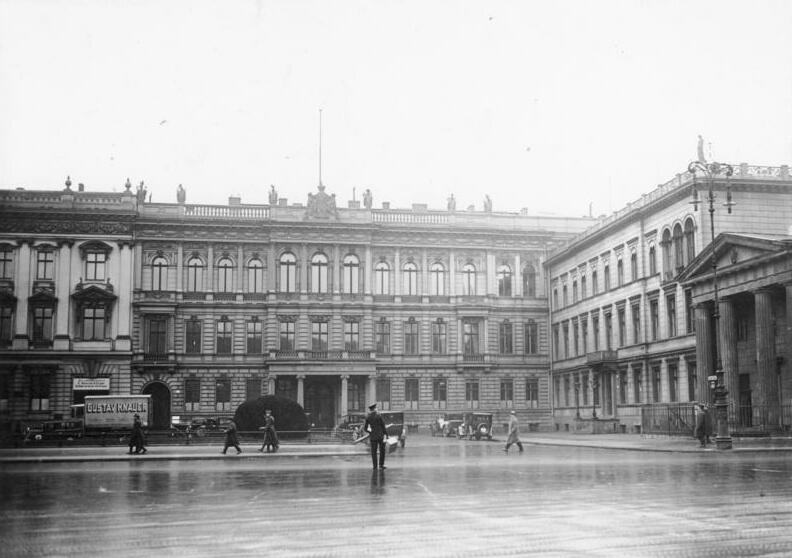
Palais Blücher à Pariser Platz 2 à Berlin
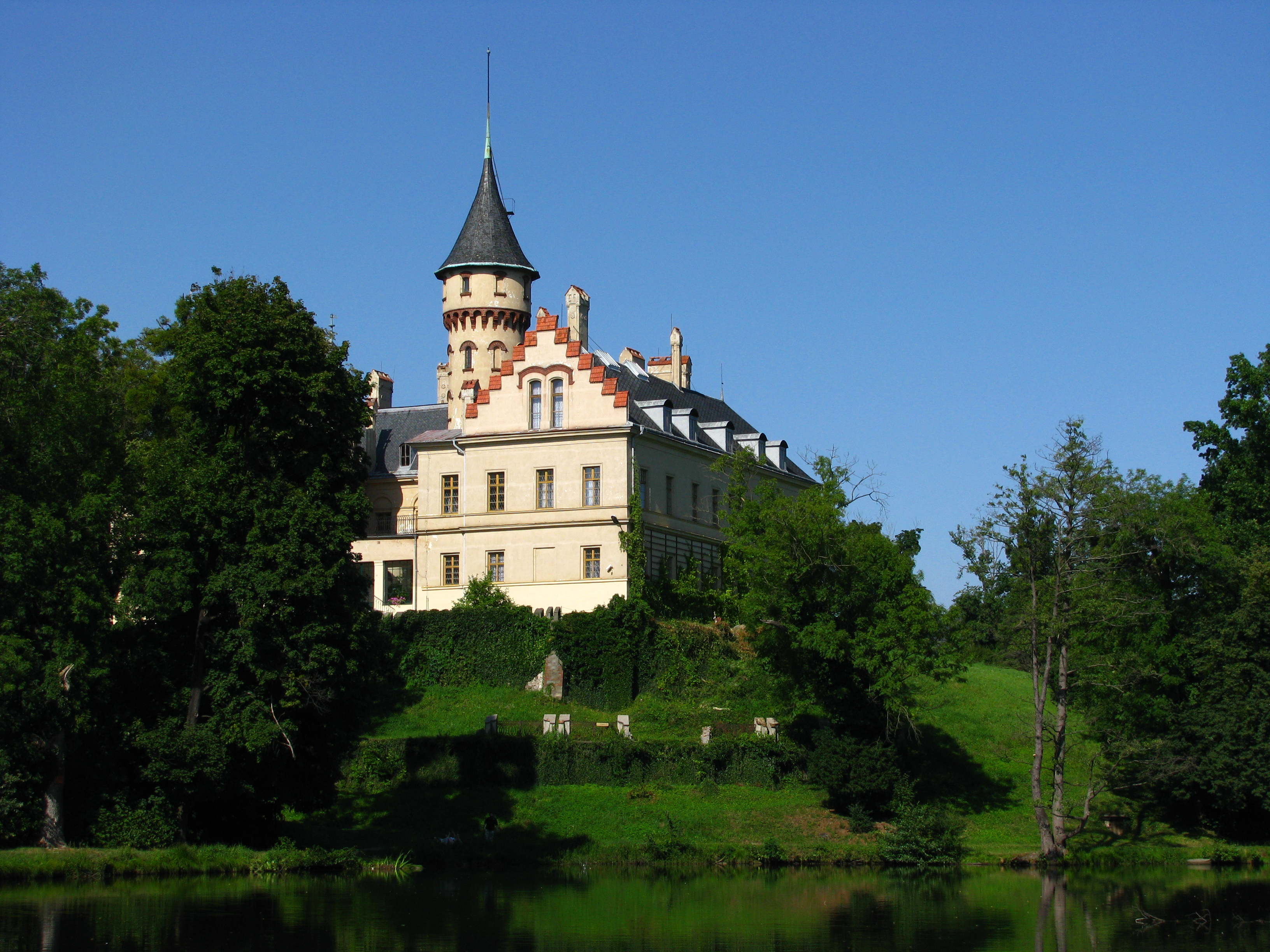
Château de Raduň (de), morave de Silésie (propriété des princes Blücher de 1832 à 1945)
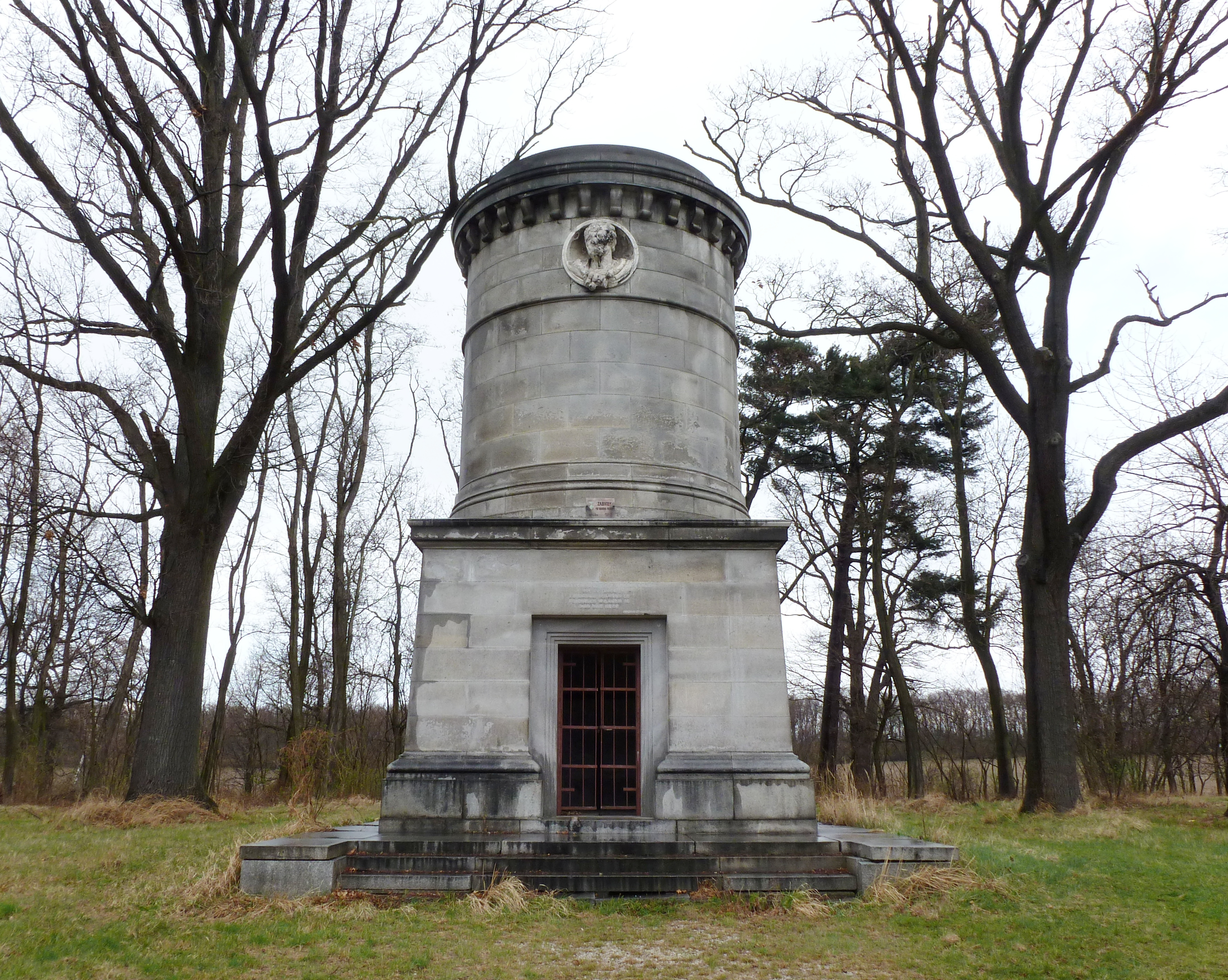
Mausolée Blücher à Krieblowitz

## Au cours de la Seconde Guerre mondiale

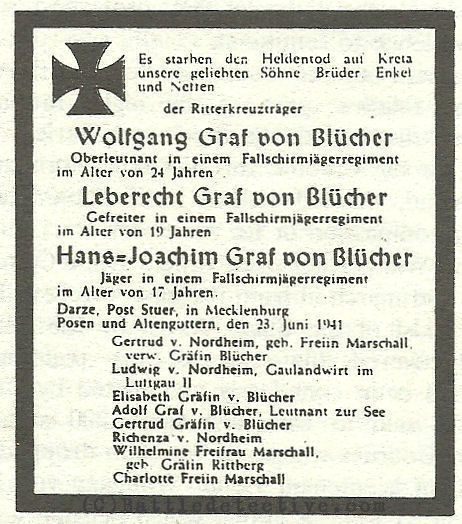
Avis nécrologique des frères von Blücher tombés au combat, juin 1941

Outre le général de division Johann-Albrecht von Blücher (de), quatre frères de la famille servent dans la Wehrmacht pendant la Seconde Guerre mondiale :
- Wolfgang Henner Peter Lebrecht comte von Blücher, premier lieutenant (né le 31 janvier 1917 à Altengottern et mort le 21 mai 1941 près d'Héraklion, Crète)
- Leberecht Wilhelm Konstantin Wolf Axel comte von Blücher, soldat (né le 13 avril 1922 à Fincken et mort le 21 mai 1941 près d'Héraklion)
- Hans-Joachim Gebhard Leberecht comte von Blücher, chasseur (né le 23 octobre 1923 à Fincken et mort le 21 mai 1941 près d'Héraklion)
- Adolf comte von Blücher, lieutenant en mer (né en septembre 1918 et mort le 8 juin 1944 dans le Mecklembourg)[14]

Wolfgang, Leberecht et Hans-Joachim sont morts en tant que membres des troupes parachutistes lors de la bataille aéroportée pour la Crète le 21 mai 1941 en quelques heures Adolf est ensuite libéré du service dans la Marine et peut s'occuper de la succession de sa famille, mais meurt dans un accident de chasse en 1944

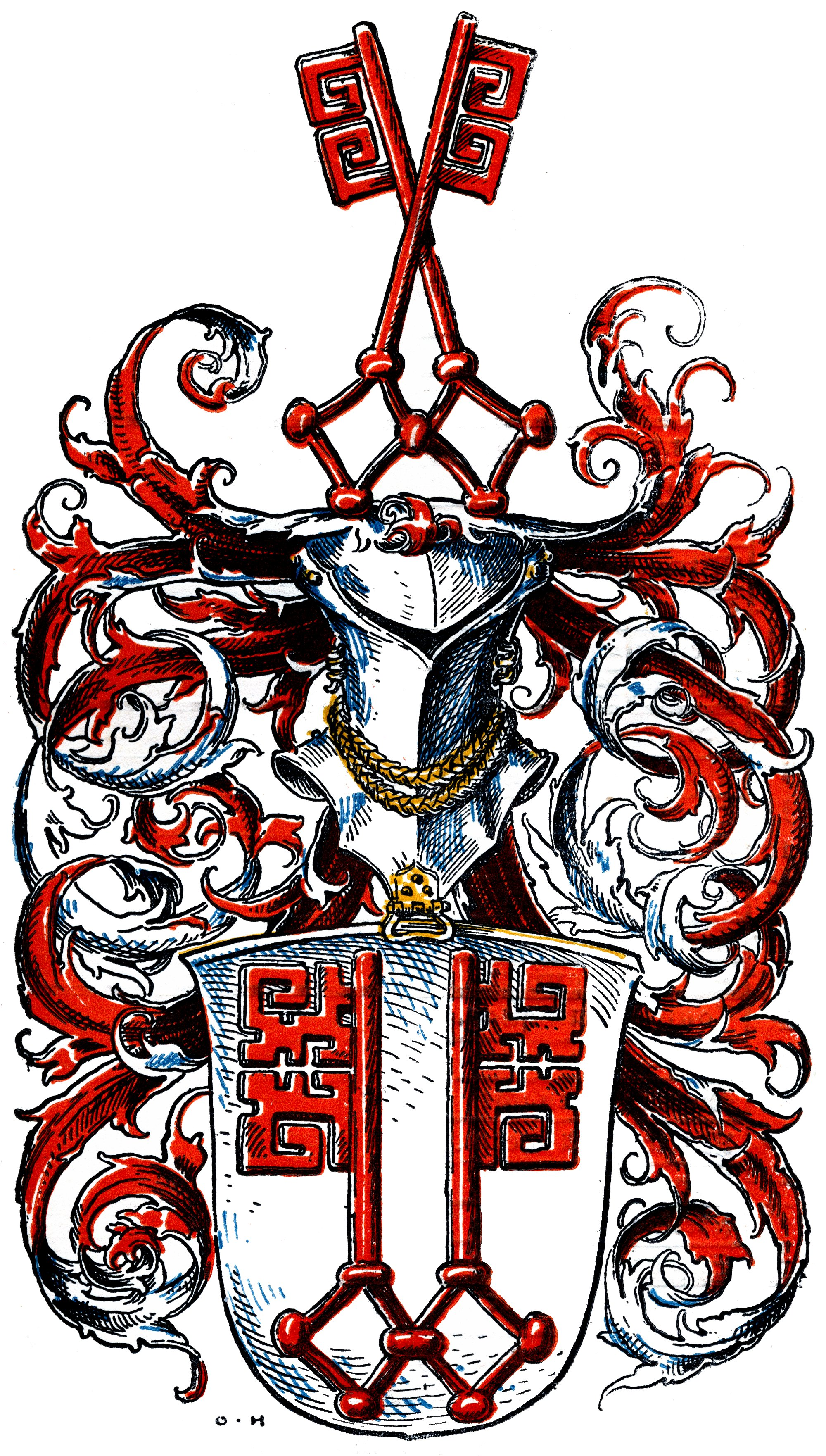
Armoiries de la famille von Blücher, Otto Hupp, calendrier de Munich 1898

## Blason

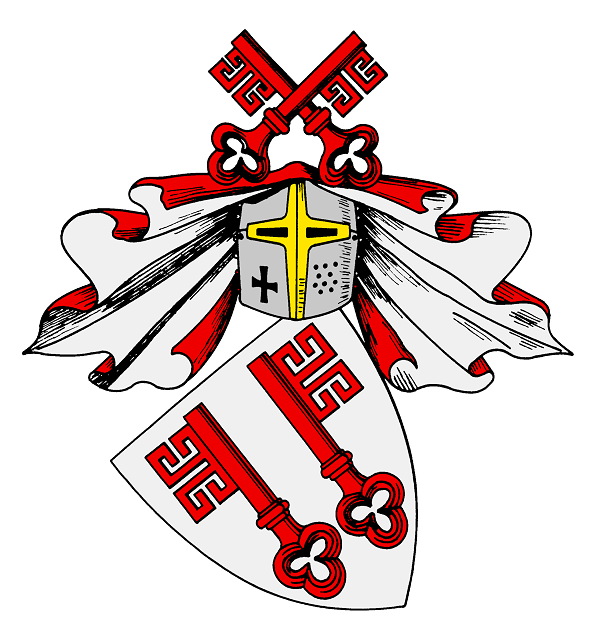
Armoiries de la famille von Blücher

- Armoiries familiales (écu penché) : « En argent, deux clés rouges en barreaux, les barbes pointées en dehors et en haut ; Sur le casque en forme de pot, recouvert de rouge et d'argent, se trouvent deux touches rouges croisées en diagonale, les barbes pointant vers l'extérieur et vers le haut.
- Comtes von Blücher-Altona : Bouclier en quatre parties recouvert d'un bouclier en forme de cœur couronné bordé d'or. Ici, les armoiries de la famille Blücher. 1 et 4 en bleu une étoile dorée à six branches, 2 et 3 en or une forteresse rouge à trois tours.
- Princes et comtes Blücher de Wahlstatt : Bouclier en quatre parties avec un bouclier en forme de cœur en argent. Ici, les armoiries de la famille Blücher. 1 et 4 en argent l'aigle prussien, 2 en or dans une couronne de laurier vert une épée à manche en or et un bâton de maréchal en argent croisés, 3 en or la croix de fer[17].

## Personnalités

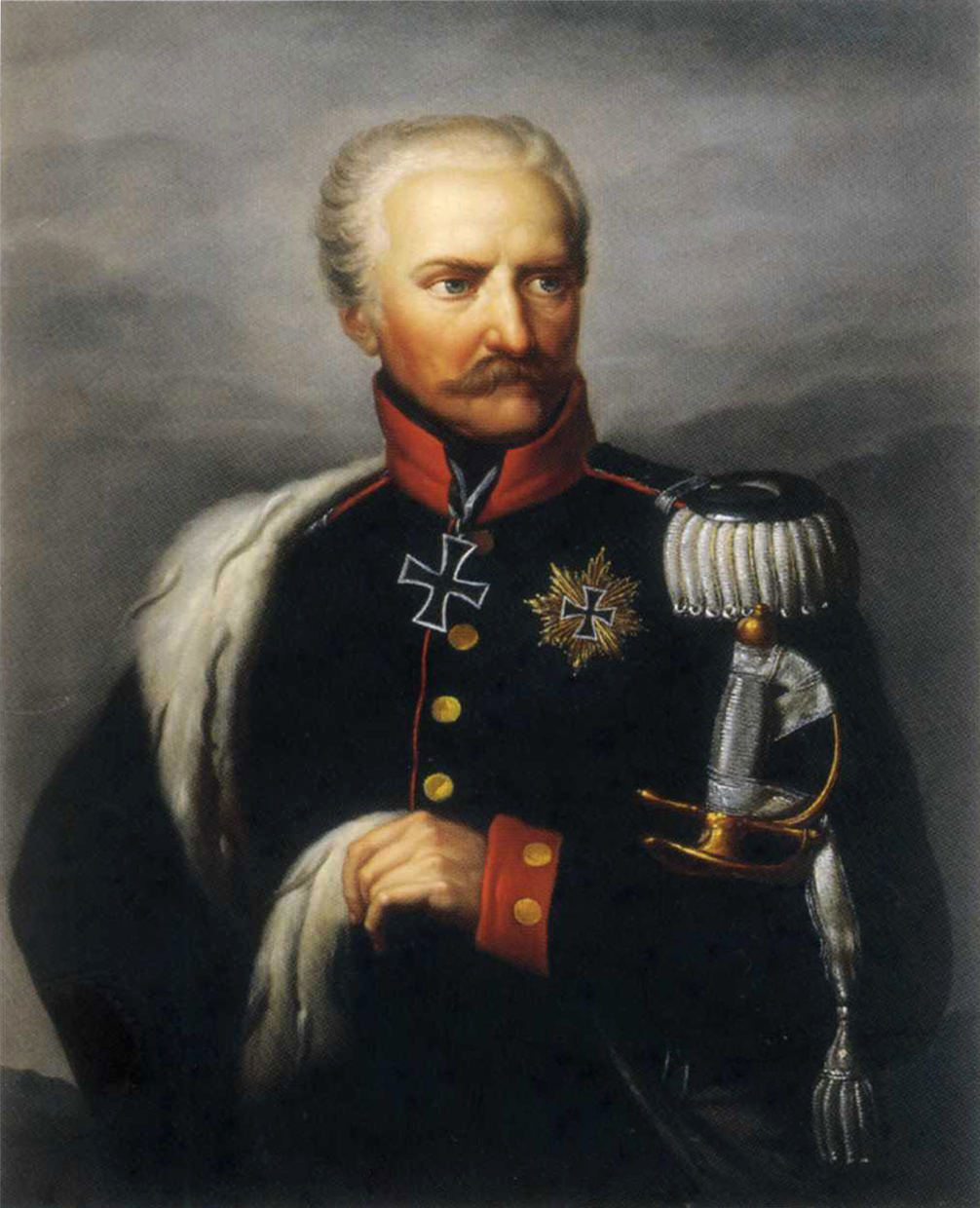
Gebhard Leberecht von Blücher, prince de Wahlstatt (1742-1819), maréchal prussien et commandant victorieux de la bataille de Waterloo

- Ulrich von Blücher (de), évêque de Ratzebourg (1257–1284)
- Hermann von Blücher, évêque de Ratzebourg (1291–1309)
- Wipert von Blücher, évêque de Ratzebourg (1356–1376)
- Carl Leopold von Blücher (1742–1804), Generalmajor danois
- Gebhard Leberecht von Blücher, 1er prince Blücher von Wahlstatt (1742–1819), Generalfeldmarschall prussien
- Conrad Daniel von Blücher-Altona (de) (1764–1845), haut président d'Altona
- Franz Blücher von Wahlstatt (de) (1778–1829), Generalmajor prussien
- Hans Dietrich Wilhelm von Blücher auf Suckow (1789–1861), 41 ans de travail à l'abbaye de Dobbertin
- Gebhard Blücher von Wahlstatt (de) (1799–1875), 2e prince Blücher von Wahlstatt, député de la chambre des seigneurs de Prusse
- Ulrich von Blücher (de) (1816–1903), Generalmajor prussien
- Gebhard Leberecht Blücher von Wahlstatt (de) (1836–1916), 3e prince Blücher von Wahlstatt, député de la chambre des seigneurs de Prusse
- Ulrich Vicco von Blücher (1853–1936), ministre des finances du grand-duché de Mecklembourg et plénipotentiaire auprès du Bundesrat
- Gebhard von Blücher (de) (1865–1931), 4e prince Blücher von Wahlstatt
- Wipert von Blücher (de) (1883–1963), diplomate allemand
- Joachim von Blücher (de) (1888–1980), homme politique (NSDAP) et SA-Führer
- Johann-Albrecht von Blücher (de) (1892–1972), Generalmajor de la Wehrmacht
- Hasso von Blücher (né en 1941), fondateur de Blücher GmbH
- Borusso von Blücher (de) (né en 1944), diplomate allemand

### Bibliographie

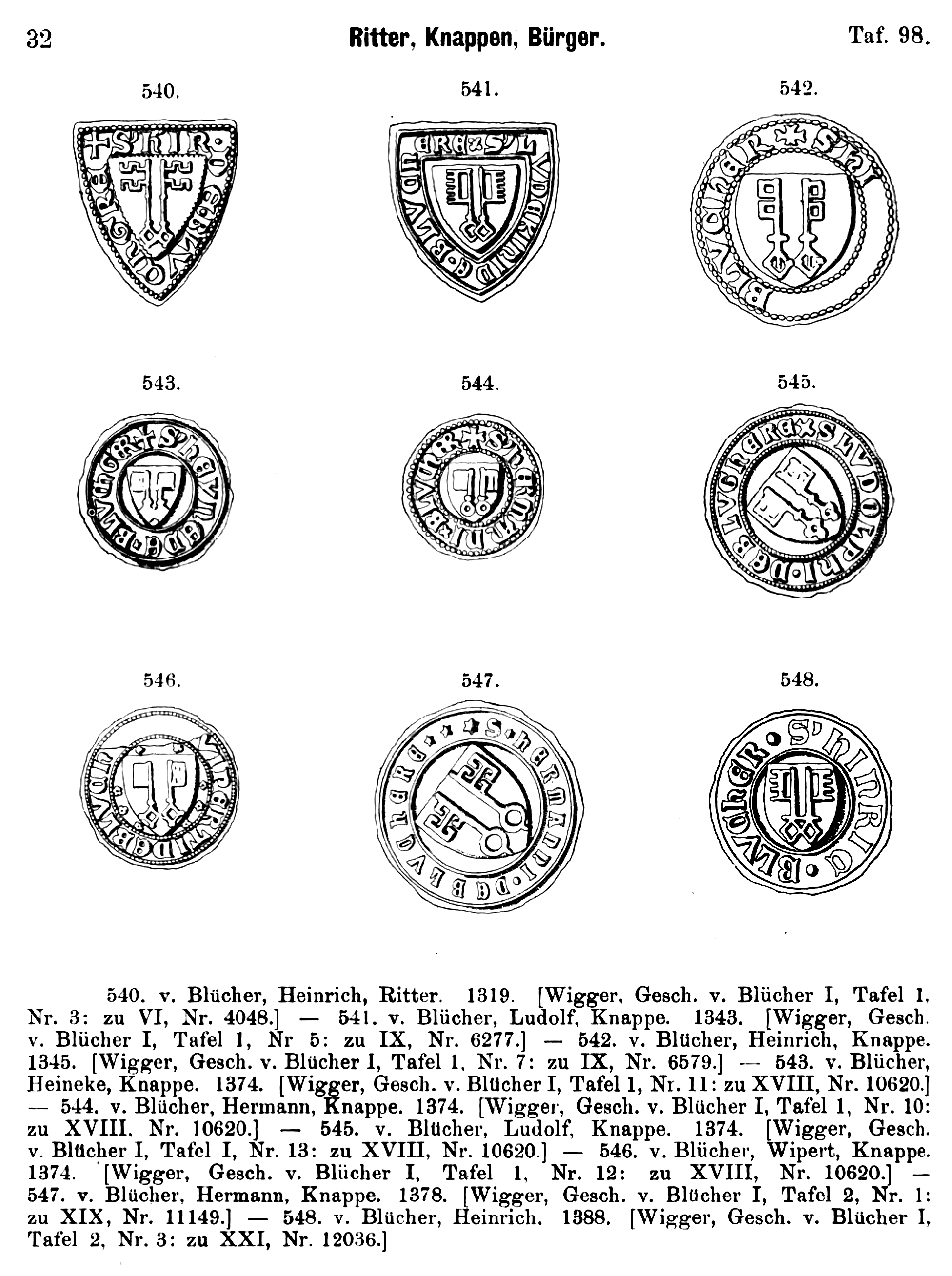
Sceau Blücher dans le Mecklembourg médiéval